# Banu Hamdan
Els hamdan són una de les més gran tribus àrabs del grup iemenita. Viuen al nord de Sanà fins a Sa'dah, i cap a l'est fins a Marib i Nadjran, i a l'oest fins a la costa d'Abu Arish. La meitat oriental pertany a la tribu dels Bakil i la meitat occidental als Hashid. Abans del període islàmic es creu que foren de religió jueva (en temps de Dhu-Nuwàs) i molts dels seus aliats eren cristians. Quan Abraha va atacar la Meca, els hamdan van donar suport al contraatac d'un príncep iemenita de nom Dhu Nafr. Al "segon dia de Kulab" van donar suport als Bal Harith contra els Tamin, i després encara aliats als primers van derrotar els Murad a Mulaha (moderna Razm al Djawf Ibn Nasir) el 624 (el mateix dia de la batalla de Badr segons la llegenda) i a al-Ka (també al Djawf). Una part de la tribu es va fer musulmana voluntàriament el 631 i l'altra part uns mesos després durant l'expedició d'Ali al Iemen el 631/632. Mahoma va nomenar xeic de la tribu a Amir ibn Shahr al-Bakil. Encara que part de la tribu es va voler revoltar durant la Rida, finalment van restar fidels. Després grups de la tribu es van establir a Kufa i en general van ser favorables a Alí ibn Abi-Tàlib.

## Banu Hamdan
Els Banu Hamdan foren una dinastia del Iemen, sorgida de la tribu dels hamdan o Banu Hamdan (descendents de Hamdan). La tribu era poderosa i podia imposar el seu domini a Sanà cada vegada que queia un poder hegemònic.
Els sulàyhides pertanyien a una branca dels hamdan i eren ismaïlites. El 1088 el segon sobirà sulàyhida al-Mukarram Ahmed va traslladar la capital de Sanà a Dhu Djibla. Imran ibn al-Fadl dels al-Yam (subtribu dels Banu Hamdan) i Asad ibn Shihab, oncle matern d'al-Mukarram, foren nomenats governadors de Sanà. Vers el 1091, es van revoltar els Banu Hamdan i el seu cap Sultan Hatim ibn Ghushaim (o al-Ghashim) al-Mughallisi (o al-Mughallasi) es va apoderar de Sanà després del 1098/1099 a la mort del tercer sobirà sulàyhida al-Mansur Saba.
Sultan Hatim tenia tres fills, dels quals el gran, Muhammad ibn Sultan, era valent i actiu però un assassí que va matar a les seves tres primeres dones; llavors el seu pare el va casar amb una princesa de la tribu Banu Subayh, i va jurar que mataria al seu fill si també matava a aquesta noia; probablement va morir abans que el seu pare i quan aquest va morir vers el 1108 el va succeir el segon fill Abd Allah que va governar només dos anys (1108-1110) i fou enverinat a causa d'un conflicte religiós a la tribu amb el rerefons del domini de Sanà; llavors va pujar al poder el tercer fill, Man ibn Sultan Hatim (o Maan). No gaire després part de la tribu dels Banu Hamdan, especialment la subtribu dels Yam, es va revoltar contra aquest, sota la direcció del cadi Ahmad ibn Imran (fill de l'antic governador Imran ibn al-Fadl que va governar vers 1088 a 1098); Man fou enderrocat el 1116 pel cadi, que va assolir breument el control de Sanà. Després durant 17 anys van governar Hisham ibn Kubayb i a la seva mort (en data desconeguda) el seu germà al-Humas que va morir el 1132 i el va succeir el seu fill Hatim ibn al-Humas, però la lluita entre els clans va continuar fins al 1138 quan el fill del cadi Ahmad ibn Imran, Sultan Hamid al-Dawla Hatim ibn Ahmad, va aconseguir tot el poder enderrocant a Hatim i entrant a Sanà amb 700 cavallers. El 1150 es va enfrontar a l'imam al-Mutawakkil de Nadjran i Sa'dah.
La batalla entre hamdanites i l'imam de Nadjran es va lliurar a Seresa i Sultan Hamid al-Dawla Hatim ibn Ahmad fou derrotat fugint cap a Sanà. A la ciutat els caps locals van decidir reconèixer l'imam davant el qual es va presentar Sultan Hatim i fou generosament perdonat que li va permetre establir-se a Maudher fins que els membres de les tribus Banu Hamdan es van dispersar; llavors es va traslladar a Zafar on va romandre fins que també les tribus xerifianes de l'imam es van dispersar i llavors va cridar als Banu Hamdan, va reorganitzar les forces i va atacar Sanà. Al-Mutawakkil va sortir de la ciutat i va establir el seu campament a Birash, que va fortificar, i mentre va demanar ajut a les tribus xerifianes, però abans de rebre el seu suport fou derrotat per Sultan Hamid, que va entrar llavors a Sanà mentre l'imam es retirava al país de Djenb. En aquell moment gran part del Iemen estava dividit en feus tribals sense haver-hi un únic cap suprem. Sultan Hatim llavors va avançar sense ni soldats ni material cap a Dhimar, on estaven reunides les tribus del Djenb que donaven suport a l'imam i es preparaven per atacar Sanà, i aquestes tribus en veure'l actuar tant temeràriament, se li van sotmetre voluntàriament. Així va tornar a Sanà com a triomfador.
Va morir el 1161 i el va succeir el seu fill Ali ibn Sultan Hatim, que va conquerir Dhemermer, Kawkaban, i Ans a més de dominar ja d'abans Sanà, Birash, Zafar (o Zafer) i Kiddah; més tard va ocupar també Bukur, l'alt i baix Zahir, Djawf, Sa'dah i els territoris occidentals (Maghríbia); els Banu Shihab que encara conservaven algun poder local a la regió de Zabid, se li van sotmetre temporalment, però en diversos moments també apareix en guerra. El domini hamdanita va arribar fins a Hadur i el districte d'Haraz.
El 1165 un parent d'Ali ibn Sultan Hatim, de nom Sultan Hatim ibn Ibrahim al-Hamdani, es va revoltar i va rebre el suport de la major part dels Banu Hamdan. Establert a Haraz, va passar d'allí a Raydan (? o Reyan), però fou rebutjat i es va retirar cap a Kawkaban, regió on havien agafat el poder els Banu Zewwadji. Ali va perseguir als rebels, va devastar Shibam i va assetjar Kawkaban durant tres anys fins que la va conquerir el 1168. El 1169 va ocupar Beyt Izz que estava en mans d'un clan hamdanita des de vers el 1091.
El mateix 1169, a finals de l'any, l'imam al-Mutawakkil que es mantenia encara a la regió de Zahir, va entrar en guerra contra els xerif kasimita del Zahir, abans el seu aliat. L'imam fou fet presoner i portat al castell d'Anafith. Els fills de l'imam van demanar la intercessió d'Ali ibn Sultan Hatim, el qual va aconseguir l'alliberament de l'empresonat. Al-Mutawakkil es va establir llavors a Hawth i va demanar ajut a Ali contra els kasimites de Zahir, mercès a la qual va poder triomfar sobre aquests i va retornar a Shibam (1170). Al-Mutawakkil va morir al cap de poc (1170) i els kasimites de Zahir es van sotmetre a Ali el 1172.
El senyor màhdida de Zabid, el zaidita Abd al-Nabid, volia difondre les seues doctrines establertes segons els ensenyaments del seu pare Ali ibn Mahdi (mort el 1159), i la seva àrea d'expansió fou cap al sud on el 1172/1173 va atacar el senyor zuràyida d'Aden i va assetjar aquesta ciutat; el zuràyida va demanar ajut a Ali ibn Sultan Hatim i a dos altres tribus hamdan de l'alitplà, fins que el 1773 el màhdida fou expulsat cap a la Tihama.
Just durant aquestes lluites (1172/1173) destacaments oghuz i kurds van arribar al país, es van establir a la zona de Dhemar, i van afavorir la presa del poder per l'aiúbida al-Muàddham Xams-ad-Din Turan-xah, germà de Saladí, el 1173. Els aiúbides del Iemen van conquerir Sanà el 1175 i van posar fi al domini hamdanita.

## Actualitat
Diferents subgrups es van instal·lar al Iemen, els Banu al-Maixruqí al Líban, on van esdevenir poderoses famílies maronites, els Banu l-Hàrith esdevingueren drusos a Síria, els Banu Yam, ismaïlites, es van establir al sud d'Aràbia Saudí, i els Hàixid i Baqil s'adheriren al zaidisme.